# لوسيا سانشيز
لوسيا سانشيز (بالفرنسية: Lucia Sanchez )‏ (و. 1969 – م) هي ممثلة، ومخرجة سينمائية، وكاتبة سيناريو من فرنسا. ولدت في مرسية.

## وصلات خارجية
- لوسيا سانشيز على موقع IMDb (الإنجليزية)
- لوسيا سانشيز على موقع ألو سيني (الفرنسية)
- لوسيا سانشيز على موقع أول موفي (الإنجليزية)
- لوسيا سانشيز على موقع قاعدة بيانات الفيلم (الإنجليزية)
- لوسيا سانشيز على موقع كينوبويسك (الروسية)
- لوسيا سانشيز على موقع كينوبويسك (الروسية)
- لوسيا سانشيز على موقع كينوبويسك (الروسية)